# Magyar pszichológusok listája
Jelentősebb magyar pszichológusok listája.
| Ábécé szerinti tartalomjegyzék                                        |
| --------------------------------------------------------------------- |
| A B C Cs D E F G Gy H I J K L M N Ny O P Q R S Sz T Ty U V W X Y Z Zs |

## A
- Aczél Anna (1946–) pszichológus (társadalmi beilleszkedési zavarok)[1]
- Albert Ildikó (1955–) klinikai szakpszichológus, Csíkszereda[2][3]
- Almási Kitti klinikai szakpszichológus, író
- Alpár Zsuzsa (1944–2013)

## B
- Bagdy Emőke (1941–) klinikai szakpszichológus, pszichoterapeuta, a pszichológiatudomány kandidátusa, professor emerita
- Bálint Zoltán (1898–1978)
- Balogh László (1944) pszichológia tudományok kandidátusa[1]
- Bányai Éva (1942) a pszichológiatudomány doktora, egyetemi tanár
- Baranyai Erzsébet (1894–1976)
- Barkóczi Ilona (1926–2019) pszichológus, egyetemi tanár, professor emerita, akadémiai doktor (DSc)[1]
- Barna Fruzsina pszichológus[4][5][6]
- Bátki Anna (1975) klinikai szakpszichológus, családterapeuta, egyetemi adjunktus[7][8][9][10]
- Becski Irén (1900–1982)
- Berán Eszter (1969–) pszichológus, egyetemi docens
- Bereczkei Tamás (1956) intézetvezető egyetemi tanár
- Bernáth László (1955–2024) pszichológus, egyetemi tanár[1]
- Binét Ágnes (Varga Tamásné) (1920-1991) pszichológus, szakmai illetve mese- és tankönyvek szerzője
- Boda István (1894–1979)
- Bódis Kriszta (1967)
- Bogáthy Zoltán (1941)
- Bognár Cecil Pál (1883–1967)
- Borgos Anna (1973) pszichológus, nőtörténész, genderkutató, az MTA Pszichológiai Kutatóintézetének munkatársa
- Boross Ottilia (1951) pszichológus, egyetemi oktató
- Bóta Margit klinikai és mentálhigiéniai szakpszichológus (DEOEC NK Magatartástudományi Intézet)
- Bugán Antal (1948) klinikai szakpszichológus, kiképző pszichoterapeuta, egyetemi oktató (DEOEC NK Magatartástudományi Intézet)
- Bujdosó Balázs gyógypedagógus, szociális munkás, pszichológus, egyetemi oktató.

## C
- Czeglédy István (sz. 1946) főiskolai tanár, pszichológus, pszichológia PhD[1]
- Czigler István (1946) ELTE, egyetemi tanár, pszichológiai tudományok MTA nagydoktora[11]
- Czitrom János (1923–2016) pszichológus, műfordító
- Czombos Zita pszichológus[12]
- C. Molnár Emma (1946–2016) pszichológus, egyetemi docens, a szülés körüli problémák és a női szerepek szakértője.[13]

## Cs
- Csabai Krisztina (1972–) magyar pszichológus, a Pázmány Péter Katolikus EgyetemBölcsészet- és Társadalomtudományi Kar Fejlődés- és Klinikai Gyermeklélektan Tanszékének egyetemi tanársegéde, a Magyar Pszichológiai Társaság Klinikai Pszichológia Szekció titkára.
- Csabai Márta (1963–)
- Császár Gyula (1928−2007) magyar orvos, belgyógyász, a hazai pszichoszomatikus orvoslás egyik elindítója.
- Császár-Nagy Noémi (1969–) klinikai és mentálhigiéniai szakpszichológus, alkalmazott egészségpszichológiai szakpszichológus
- Csépe Valéria (1951–) tanszékvezető egyetemi tanár, MTA levelező tag
- Csibra Gergely kísérleti pszichológus[14][15]
- Csíkszentmihályi Mihály (1934–2021) pszichológus, író

## D
- Dánielisz Endre (Nagyszalonta, 1925–2023) irodalomtörténész, pedagógiai író, iskolapszichológus
- Deák Ferenc (1937) kárpátaljai magyar pszichológus, pedagógus, a pszichológia tudományok kandidátusa[1]
- Demény Dezső (1915-1988) erdélyi magyar pedagógiai, lélektani és szociológiai író
- Demeter Katalin (1947) pszichológus, a pszichológia tudományok kandidátusa, tanszékvezető főiskolai tanár (Mozgássérültek Pető András Nevelőképző és Nevelőintézete) [1]
- Demetrovics Zsolt (1971) klinikai szakpszichológus, addiktológus, kulturális antropológus, egyetemi tanár
- Dúll Andrea (1964) pszichológus, környezetpszichológus[1][16]
- Duró Lajos (1928–2015)

## E
- Elekes Attila (1941) pszichológus, főiskolai docens[1]
- Engländer Tibor (1932-2021)
- Erős Ferenc (1946-2020) magyar szociálpszichológus

## F
- F. Lassú Zsuzsa személyközpontú pszichológus, szexuálpszichológus, habilitált egyetemi docens[17]
- Faix-Prukner Csilla pszichológus[18][19]
- Faragó Klára gazdaságpszichológus
- Faragó Laura szociálpszichológus, egyetemi adjunktus[20][21]
- Farkas Zoltán (1928) romániai magyar pedagógus, pszichológus, filozófus
- Farkas Magda (1932) romániai magyar pedagógiai és lélektani szakíró
- Fekete Ferenc (1915-1945) romániai magyar pszichológus és költő
- Fábián Fruzsina pszichológus, klinikai szakpszichológus, párterapeuta[22]
- Feldmár András (1940–)
- Féjja Sándor (1940) fotó- és filmkutató pszichológus, filmtörténész
- Fiáth Titanilla (1977) börtönpszichológus, kulturális antropológus
- Flaskay Gábor (1946- ) pszichológus, pszichoanalitikus
- Fodor Katalin (1931–) romániai magyar pszichológus
- Fonagy Péter ( 1952–) magyar származású, brit pszichoanalitikus
- Forgács Attila (1962) klinikai szakpszichológus[1]
- Forgács József (1947) szociálpszichológus (nemzetközi szakirodalomban: Joseph Paul Forgas)
- Földes László (1922-1973) Lélektan-filozófia szakot végzett a Bolyai Tudományegyetemen 1947-ben. Pályakezdőként lélektant, filozófiát, majd esztétikát oktatott. Irodalomkritikussá vált az 1950-es évek második felében.
- Fülöp Márta (1956) pszichológus, ELTE egyetemi tanár, PhD
- Füredi Krisztián pszichológus, szexuálpszichológus,[23][24] párterapeuta, a Pszi Pont Alapítvány elnöke,[25] a Magyar Szexuálpszichológusok Egyesületének az elnöke

## G
- Gaál Viktor (1979–)
- Garai László (1935–)
- Gegesi Kiss Pál (1900–1993)
- Geréb Ágnes (1952–) pszichológus, szülész-nőgyógyász és független bába, az apás szülés és az otthonszülés hazai úttörője
- Geréb György (1923–1982) pszichológus, egyetemi tanár
- Gergely György (1953–) egyetemi tanár (Közép-európai Egyetem)
- Gergely Jenő (1941)
- Géczy Anna klinikai szakpszichológus, pszichoterapeuta, tanszékvezető egyetemi docens a PPKE BTK Pszichológia Intézet Személyiség és Klinikai Pszichológia Tanszékén.
- Göncz Lajos (1944–) jugoszláviai magyar pszichológus; tudományos fokozat: PhD pszichológia; kut. ter.: A kétnyelvűség pszichológiája.[1]
- Guti Kornél (1984–) klinikai szakpszichológus, pszichoterapeuta, pedagógus

## Gy
- Gyarmathy Éva (1958) pszichológus, nevelés lélektani szakpszichológus, klinikai szakpszichológus, az MTA Pszichológiai Intézet munkatársa[1] Lásd még MTA Pszichológiai Kutatóintézet honlapja
- Gyökössy Endre (1913-1997)
- Gyurkovics Tibor (1931-2008)

## H
- Halász László (1933) művészetpszichológus,[1] MTA doktora[26]
- Haraszti Flóra pszichológus, csaláterapeuta, párterapeuta[27]
- Harkai Schiller Pál (1908-1949) A budapesti egyetem Lélektani Intézetének megszervezője (1936)
- Harsányi Adrienne pszichológus, grafológus[1]
- Havas Péter (1944) pedagógiai szakpszichológus[1]
- Hermann Alice névváltozatok: Hermann Imréné születési név Cziner Alice (1895-1975) : pszichológus[28]
- Hermann Imre (1889-1984) idegorvos, pszichoanalitikus. Hermann-Cziner Alice férje.[29]
- Hegedűs T. András (1943–1999) pszichológus, tanszékvezető egyetemi tanár.[1][30][31]
- Hevesi Krisztina egészségfejlesztő szakpszichológus, egyetemi adjunktus, szexuálpszichológus
- Hollósy-Vadász Gábor pszichológus
- Honbolygó Ferenc pszichológus, MTA Pszichológiai Kutatóintézet tudományos munkatársa[32][33][34]
- Horváthné Szöllősi Ilona (1942. február 24.) pszichológus, pedagógus[1]
- Hunyady György (1942–) pszichológus, szociálpszichológus, egyetemi tanár, MTA-tag
- Hűvös Éva (1942) pszichológus (a pszichológia tudományok kandidátusa) óvodapszichológus[1]

## I
- Illés Anna pszichológus[35]
- Indries Krisztián (1974–) pszichológus (PhD), klinikai- és mentálhigiénés szakpszichológus, (szomato) pszichoterapeuta. Egyetemi adjunktus (ELTE TÁTK).[36][37]
- Izsó Lajos (1947–) vegyész, pszichológus, a pszichológia tudományok kandidátusa, MTA doktora.[1][38][39][40][41]

## J
- Juhász Ágnes (Újpest, 1945. augusztus 26.) logopédus, pszichológus[1] Lásd még Juhász Ágnes
- Juhász Sándor (Mezőkovácsháza, 1952. január 2.) pszichológus, a RIT módszer megalkotója

## K
- Kacsó-Horváth Anna pszichológus[42]
- Kalmár Magda pszichológus, egyetemi tanár
- Kannás Alajos (1926–1999) emigráns magyar pszichológus, költő, író
- Kardos Lajos (1899–1985)
- Kelemen László (1919–1984)
- Keményné Gyimes Erzsébet (1949)
- Keményné Pálffy Katalin (1946) pszichológus, pedagógiai szakpszichológus, c. egy. doc.
- Kende Anna (1973) szociálpszichológus, egyetemi docens
- Kertész Zsuzsa (1945)
- Kiss György (1931-1998) tanár, pszichológus, a pszichológia tudományok kandidátusa (1990)[1]
- Kiss Tihamér László (1905–2005)
- Klein Sándor (1941)
- Kokas Klára (Szany, 1929. április 24.) zenepszichológus, kut. ter: zenepszichológia[1]
- Kónya Anikó pszichológus. ELTE Kognitív Pszichológiai Tanszék nyugdíjas egyetemi docense, címzetes egyetemi tanára, de továbbra is oktat és kutat. Kutatási területe: emlékezetkutatás. A pszichológia tudományok kandidátusa (1995) Kónya Anikó publikációs listája
- Kopp Mária (1942–2012)
- Kornis Gyula (1885–1958)
- Kovács-Huszti Melitta pszichológus, szexuálpszichológus[43]
- Kósáné Ormai Vera (Budapest, 1938. május 28.) iskolapszichológus; végzettség: pszichológia-pedagógia-magyar szak, ELTE, egyetemi doktorátus pszichológia; BGGYPF; kut. ter.: A pedagógus és az iskolai beilleszkedési zavarok[1]
- Kovács Ilona (pszichológus) (1960. július 3. –) Akadémiai Díjas pszichológus, látáskutató, egyetemi tanár, az MTAdoktora, egykori válogatott kosárlabdázó.
- Kovács Zoltán Dezső (1943–) egyetemi oktató, kutató, jelenleg a Pázmány Péter Katolikus Egyetemtanszékvezető egyetemi docense, a BCE egyetemi magántanára.
- Kozmutza Flóra (1905–1995) gyógypedagógus, pszichológus, francia-német-magyar szakos középiskolai tanár
- Krajcsi Attila (1973)
- Krekó Péter (1980) politikai pszichológus, politológus, habilitált egyetemi docens, a Political Capital intézet vezetője
- Kulcsár Tibor (1945–1988) erdélyi magyar pszichológus
- Kulcsár Zsuzsanna (1937–2013) pszichológus, professor emerita, MTA doktora[44]
- Kun Bernadette pszichológus, addiktológus, pszichodráma vezető, egyetemi docens[45]
- Kuritárné Szabó Ildikó klinikai szakpszichológus, kiképző pszichoterapeuta, egyetemi oktató (DEOEC NK Magatartástudományi Intézet) Kutatás: borderline személyiségzavar, gyermekkori traumatizáció

## L
- Lajos Péter (Nagykőrös, 1964. november 23.) logopédus, végzettség: BGGYPF (1988) pszichológia szak ELTE, BTK (1994). Kutatási területe: a dadogás terápiája.[1]
- Lakos Eszter klinikai-és egészségpszichológus, klinikai-és mentálhigiénés szakpszichológus
- Laky Zoltán (1925–) katonatiszt, pszichológus, pedagógus
- Lányi Kata pszichológus, mediátor
- Lányi Gusztáv 1951–) magyar szociálpszichológus, az ELTE Társadalomtudományi Karán a szociálpszichológia tanszék docense.
- Lányiné Engelmayer Ágnes (Budapest, 1930. február. 9.) gyógypedagógiai tanár, pszichológus, a pszichológiai tudományok kandidátusa. Kutatási területe: pszichodiagnosztika, fogyatékosok pszichológiája[1]
- László János (1948–2015) egyetemi tanár (PTE Pszichológiai Intézet) PhD pszichológiai tudományok (MTA, 1984); MTA nagydoktori DSc (1995) Kut. ter.: történelem szociális reprezentációja, narratív pszichológia, szociális identitás, számítógépes tartalomelemzési módszerek.
- Lászlóffy Julianna klinikai szakpszichológus, pár- és családterapeuta, pszichodráma vezető
- Lázár Sándor romániai magyar pszichológus
- Lechner Károly (1850–1922) elmegyógyász, egyetemi tanár, MTA lev. tagja
- Lénárd Ferenc (1911–1988)
- Lénárt Ágota (1959–) Sportpszichológus, pszichoterapeuta, sportlövőedző, az olimpiai csapat sportpszichológiai csapatának vezetője, a Testnevelési Egyetem tanszékvezetője.
- Lengyel Zsolt (Debrecen, 1944. január 18.) egyetemi tanár, Pannon Egyetem, a nyelvtudományok MTA doktora (CSc) , kutatási területe: pszicholingvisztika, gyereknyelv, nyelvoktatás, szociolingvisztika[1]
- Linzenbold Ildikó (Nagykároly, 1972. február 10.) klinikai szakpszichológus, pszichoterapeuta, pszichodráma vezető, szociológus.
- Leopold Lajos (1879–1948) szociológus
- Lukács Ágnes (1974) egyetemi oktató és kutató (BME) PhD pszichológiai tudományok (2004) Fontosabb publikációinak listáját lásd MTA Nyelvtudományi Intézet honlapján
- Lukács Dénes (pszichológus) (1934) pszichoterapeuta, klinikai szakpszichológus, pszichoanalitikus.
- Lux Elvira (1929–2016) szexuálpszichológus, klinikai szakpszichológus, adjunktus

## M
- Magyari Beck István (Budapest, 1941. október 1.) professor emeritus, Budapesti Corvinus Egyetem, a pszichológia tudományok kandidátusa. Kut ter.: Gazdaság-pszichológia, kreativitás és innováció, kulturális és művészeti gazdaságtan.[1]
- Majoros Mária (Battonya, 1950. április 17.) matematika-orosz szak (ELTE TTK); általános és alkalmazott nyelvészet (ELTE BTK); egyetemi doktorátust tett pszichológiából. Kut. ter.: a matematikai gondolkodás felépülésének pszichológiai sajátosságaira vonatkozó kutatások[1]
- Majtényi Gábor pszichoterapeuta, pszichológus, párterapeuta
- Málnási Bartók György (1882–1970) filozófus, MTA-tag, lélektant oktatott 1929-ig és 1940-45-ig
- Máriási Dóra tanácsadó szakpszichológus
- Marik Ágnes (1958–) pszichiáter, HR-szakember, tréner, életvezetési tanácsadó
- Maron-Dévényi Éva (1944) orvos, szellemi szabadfoglalkozású ideggyógyász. Kut. ter.: Anyanyelvi készségproblémás, enyhe értelmi fogyatékos, hiperaktív-figyelemzavaros (organikus háttérrel) gyermekek részére idegrendszer-fejlesztő terápia. Dysgraphiás gyermekek részére az anyanyelv zeneiségének segítségével nyelvi hallásfejlesztő helyesírási tanfolyamok. Szövegértelmezés tanítása.[1]
- Méray-Horváth Károly (1859-1938) szociológus, író. A szociológiához biológiai alapon közelített. Lásd MÉL
- Mérei Ferenc (1909-1986) pszichológus, klinikai gyermek-szakpszichológus, pszichoterapeuta, mese- és tankönyv szerkesztő[46]
- Mérő László (1949) matematikus, publicista, pszichológus, játékfejlesztő
- Mészáros Aranka (1959) okleveles pszichológus (KLTE, 1982); pedagógiai szakpszichológus (ELTE, 1995) egyetemi docens a Szent István Egyetemen, kut. ter.: pedagógiai szociálpszichológia, tanár szakos hallgatók pszichológiai képzése, Gordon tanári hatékonysági tréning tartása.[1]
- Mezei Árpád (1902-1998)
- Miklós Jenő (Csíkszereda, 1945. február 15.–) romániai magyar vegyészeti szakíró, parapszichológus
- Mikó Magdolna (19??) pedagógia-pszichológia szakot végzett, a pszichológia tudományok kandidátusa; tanszékvezető főiskolai tanár a kecskeméti Óvóképző Intézetben, később Tanítóképző Főiskola. Kutatási területe: óvodapedagógia, fejlődéslélektan, felsőoktatás-pedagógia.[1]
- Milanovich Domi (1986) sportpszichológus, újságíró, egyetemi tanár
- Miskolczy Dezső (1894-1978) orvos, neurológus, MTA-tag
- Módné Hollós Mária (Budapest, 1946. augusztus 10.) főiskolai oktató, gyógypedagógus, munkahely: ELTE Bárczi Gusztáv Gyógypedagógiai Kar Gyógypedagógiai Pszichológiai Intézet. Tanulmányai: BGGYTF; pszichológia (ELTE). Kut. ter.: gyógypedagógiai pszichodiagnosztika, tanulási magatartási zavarok komplex terápiája, sérült gyermekek korai fejlesztése, pszichodráma technikák[1]
- Mohás Lívia (1928)
- Mogyoróssy Ilona Cecília (1941/
- Móra László Xavér (1968–) egyetemi adjunktus (ELTE), pszichoanalitikus, kiképző pszichodráma pszichoterapeuta, áttétel fókuszú pszichoterapeuta (TFP) (Otto Kernberg), szakterület: személyiségzavarok (főképp: nárcisztikus, borderline és hisztrionikus zavar)

## N
- Nagy Attila (1942) kutató könyvtáros, olvasáskutató, OSZK; tanulmányai: pszichológia szak, ELTE (1968), szociológia-szak (1975) , egyetemi doktorátus pszichológiából; később PhD Kutatási ter: az olvasás lélektana, szociológiája és pedagógiája[1] Lásd még Nagy Attila köszöntése, 2002
- Nagy Beáta Anikó gyermek klinikai szakpszichológus, gyermek pszichoterapeuta, egyetemi oktató (DEOEC NK Magatartástudományi Intézet) Egészségtudományi Doktori Iskolájában PhD képzést vezet, Hajdú-Bihar Megyei és Regionális Klinikai Szakfelügyelő, Szakfőpszichológus, és EuroPsy Bizottság vezetőségi tagja
- Nagy László (1857–1931) pedagógus, pszichológus Lásd MÉL
- Nádasdy Nóra (1971) klinikai szakpszichológus
- Nemes Andrea klinikai szakpszichológus, pszichoterapeuta
- Németh Ádám iskolapszichológus, tanácsadó szakpszichológus, szexuálpszichológus
- Németh Dezső (1975)
- Németh Marietta klinikai szakpszichológus; tanulmányai: pszichológia szak KLTE, egyetemi doktori (KLTE); munkahely: KLTE Pszichológiai Intézet; kut. ter.: autogén tréning, imagináció, szimbólumterápiák[1]
- Niman Tibor (1945) kolozsvári magyar pszichológus
- Nyíri Kristóf (1944) filozófus, MTA nagydoktor filozófia tudományokból (1978), egyetemi tanár, Corvinus Egyetem, MTA-tag (2001). Kutatási területei: Wittgenstein filozófiája, Képfilozófia, Nyelvfilozófia, Kommunikációfilozófia, Filozófiatörténet.
- Nyúl Boglárka szociálpszichológus

## O
- Ódor Antal (1987–) kognitív viselkedés terapeuta, hipnotizőr
- Oláh Attila pszichológus, egyetemi tanár
- (Id.) Oláh Gusztáv (Eperjes, 1857–Budapest, 1944) pszichiáter, a lipótmezei elmegyógyintézet igazgatója
- Orosz Gábor (1982–) pszichológus, PhD (co-tutelle)
- Orvos-Tóth Noémi (1971-) klinikai szakpszichológus

## Ő
- Őri-Polyák Eszter (1989–) pszichológus, családterapeuta-jelölt

## P
- Pap Erika gyermek- és ifjúsági klinikai szakpszichológus, szimbólumterapeuta
- Papp Tímea (1972) orvos, pszichiáter, pszichoterapeuta, LMBTQ szakértő
- Pakai-Szűcs Réka pszichológus, pár -és családterapeuta, szexuálszakpszichológus
- Pataki Angelika pszichológus
- Pataki Ferenc (1928-2015)
- Dr. Pataky Ilona/Új Egyetemi docens, igazságügyi klinikai és mentálhigiéniai felnőtt- és gyermek szakpszichológus szakértő neuropszichológus.
- Pertorini Rezső (1927-1980) neurológus szakorvos, pszichiáter
- Pál Mónika (1979) pszichológus, újságíró
- Pálhegyi Ferenc (Sepsiszentgyörgy, 1935. április 14. -  Budapest, 2016.március.28.) gyógypedagógus, ny.főiskolai tanár; tanulmányai: gyógypedagógus (1958), pszichológia (1964), a pszichológia tudományok kandidátusa (1976); tanított a BGGYPF-án és közben megalapította a Református Teológiai Akadémián a Pedagógiai és Pszichológiai Tanszéket. Lásd még Pálhegyi Ferenc pszichológus honlapja, életrajz, kötetei, video
- Páli Judit (Budapest, 1954. március 6.) pedagógiai szakpszichológus Tanulmányai: klinikai pszichológus (ELTE, 1977); pedagógiai szakpszichológus (ELTE, 1983) Munkahely:ELTE, majd MP ANNI (Pető Int.) docens 1994-; Kutatási területeiből: gondolkodási stratégia fejlődése és fejlesztése óvodás- és kisiskoláskorban. Játék- és játékfejlődés.[1]
- Pálfy Réka klinikai és mentálhigiéniai szakpszichológus, pszichoterapeuta jelölt
- Pándi Borbála pszichológus
- Pándy Kálmán (1868-1945) orvos, ideggyógyász, elmeorvos
- Pászthy Bea gyermek- és ifjúságpszichiáter, klinikai farmakológus, pszichoterapeuta, kognitív viselkedésterapeuta és családterapeuta, egyetemi docens
- Penczi Barbara klinikai szakpszichológus, pszichoterapeuta
- Peer Krisztina szociálpedagógus, gyermekpszichológus, meseterapeuta, igazságügyi klinikai szakpszichológus, igazságügyi pszichológus szakértőjelölt
- Pikler Emmi (1902-1984) orvos, gyermekgyógyász, az orvostudományok kandidátusa (1968) . Működésének középpontja: az egészséges csecsemők harmonikus személyiségének kialakítása. Lásd MÉL
- Pikler Gyula (1864-1937) jogbölcsész, egyetemi tanár. Pszichológiai kutatásai az érzékszervek élet- és lélektanára terjedtek ki lásd pl. A lélektan alapelvei c. kötete (1909) Lásd még MÉL
- Pintér Gábor (Eger, 1957. március 10.) pszichológus, főiskolai tanár Tanulmányai: okleveles mérnök (BME, 1981) , pszichoterepauta (HIETE) , klinikai szakpszichológus (ELTE BTK 1986) , a pszichológiai tudományok kandidátusa (1992); Kutatási területei: pszichoterápia, személyiséglélektan, mentálhigiéné, önismereti csoportok, pszichodráma, pályaszocializáció.[1] Lásd még Pintér Gábor szakmai életrajza
- Pirisi Jánosné (Boldogasszonyfa, 1929. november 28.) pedagógus, pszichológus; tanított, majd szakfelügyelő volt, MPI Baranya nyug. ig. Tanulmányai: Pedagógia-pszichológia szak (ELTE, 1966); Kut területei: A 10 éves életkor pedagógiai-pszichológiai kérdései, az általános és szakfelügyelet, az általános iskola rugalmas működése, tantervei, értékelési rendszere.
- Pléh Csaba pszichológus, nyelvész, MTA-tag; BME Kognitív Tudományi Tanszékének alapító egyetemi tanára (2004)
- Polcz Alaine (1922-2007)
- Popper Péter (1933-2010)
- Porkolábné Balogh Katalin (Nagyiván, 1935. március 3. – 2005. július 25.) pedagógiai szakpszichológus, a pszichológiai tudományok kandidátusa, munkahelye volt: ELTE BTK Társadalom és Neveléstudományi Tanszék, egyetemi docens[1] 1986-1996 között ELTE Iskolapszichológiai Módszertani Bázis vezetője, 1996-tól aktív nyugdíjas, életútját lásd Búcsúztatása, életútjának vázlata
- Posch Jenő (1859-1923): filozófus, pedagógus, az MTA l. tagja (1920) . Egyik fő műve: Lelki jelenségeink és természetük (1915) . Lásd MÉL
- Princzes Mária (1949. jan. 26.) pszichológus, ny. főiskolai docens (Nyugat-Magyarországi Egyetem Pedagógiai Főiskolai Kar, Sopron) Tanulmányai: kutató vegyész szak (ELTE TTK, 1972) , pszichológus, klinikai szak ( kitüntetéses ELTE BTK, 1977), egyetemi doktorátus, pszichológia (ELTE BTK, 1980); könyve például: Mentális és viselkedészavarok pszichológiája. Budapest, 1997.[1] Lásd még Nyugdíjas búcsúztató, 2008
- Putnoky Jenő (1928-1982) tanár, pszichológus, a pszichológiai tudományok kandidátusa (1965) . Kut. ter.: Gondolkodáslélektan. Lásd MÉL

## R
- Rácz József (Budapest, 1957. április 28.) MTA Pszichológiai Kutatóintézet tudományos tanácsadója Tanulmányai: SOTE (1984), PhD klinikai orvostudományok szakágban (1994), MTA nagydoktor (DSc, 2009) pszichológiai tudományok. Kutatásai az egészségtudományok és a pszichológiai tudományok területére irányulnak: Droghasználók kvalitatív szociálpszichológiai és szociológiai vizsgálata, etnográfiai terepmunka. Kezelésben részt vevő droghasználók elemzése.
- Racsmány Mihály (1969)
- Radó Sándor (1890-1972) pszichoanalitikus
- Ráduly-Zörgő Éva (1954)
- Ranschburg Jenő (1935-2011)
- Ranschburg Pál (1870-1945) (Ranchburg-féle gátlás, avagy Ranschburg-jelenség) [46]
- Rási Zoltán Zsolt (1974–) okleveles pszichológus, életvezetési tanácsadó, Szervezetfejlesztés, vezetői, és életvezetési tanácsadó
- Reinhardt Melinda egyetemi adjunktus, klinikai szakpszichológus
- Reményiné Csekeő Borbála pszichológus, pszichológia tanár, pár- és családterapeuta, pszichodráma vezető, a Kék Vonal Gyermekkrízis Alapítvány szakmai vezetője
- Révay József (1902–1945)
- Révész Géza (Siófok, 1878. december 9. – Amszterdam, Hollandia, 1955. augusztus 18.): zenepszichológus és hangfiziológus, egyetemi tanár. A bajor tudományos akad. tagja 1949-től. Lásd MÉL
- Róheim Géza (1891-1953) etnográfus, pszichoanalitikus. Lásd MÉL
- Rókusfalvy Pál (1931-2024) pszichológus, főiskolai tanár
- Romsauer Lajos (1936–2011) pszichiáter, neurológus, addiktológus, igazságügyi elmeszakértő, az első magyar melegszervezet elnöke
- Rónay Jácint (1814-1889)
- Roth-Szamosközi Mária (1954)
- Rózsa Krisztián pszichológus, pár- és családteraputa

## S
- Saáry Lilla (1996) pszichológus, szexuálpszichológus, valláspszichológus
- Sándor Éva (1947–) művészetpszichológus
- Sáray Julianna (1912–1983)
- Schleinerné Szányel Erzsébet (Ádánd, 1942. január 3.) főiskolai oktató NYME Apáczai Csere János Kar Szociálpedagógia Tanszék Tanulmányok: pszichológia-történelem-pedagógia szak (ELTE); tud. fokozatok: dr. univ. pedagógiából (1982); kandidátus pedagógiai pszichológiából (1998); Kutatási területe: A pedagógus személyisége, pályára való alkalmassága, a pedagógus-gyermek kapcsolat alakulása.[1] Lásd még Schleinerné dr. Szányel Erzsébet szakmai életrajza, munkássága
- Schődl Lívia (Budapest, 1945. június 28.) Nevelési tanácsadó vezetőjeként dolgozott Budapest XX. kerületében, majd az FPI munkájába kapcsolódott be, ahol 1995-ben Horányi Györgynével Pszichológiai Központot alakított ki. Tanulmányai: pszichológia szak (1970) , klinikai szakpszichológus (Orvostovábbképző Intézet, 1983); Kutatási területei: nevelési tanácsadók, klinikai pszichológia, pszichoterápia, pedagógus-mentálhigiéne.[1]
- Schönberger Margit asszonyneve Margaret Mahler (1897-1985) orvos, pszichiáter, pszichológus, gyermekpszichológus
- Sebestyén Eszter pszichológus, kutyás terapeuta, gyógypedagógus, pszichopedagógus
- Seres Imola pszichiáter szakorvos, pszichoterapeuta, egyetemi tanársegéd
- Séra László (Naszód, 1943. június 24.) ELTE Általános Pszichológia Tanszék oktatója Tanulmányai: pszichológia-szak (ELTE, 1971), egyetemi doktor (1976); Oktatási terület: észleléspszichológia. Kutatási területe. Vizuális észlelés és képzelet, agyi aszimmetria és érzelmek.[1]
- Síklaki István szociálpszichológus, egyetemi docens
- Simon Kata Felnőtt klinikai szakpszichológus, mediátor és gyászcsoport vezető Elérhető:  Archiválva 2019. augusztus 5-i dátummal a Wayback Machine-ben
- Simon Lajos (1951) pszichiáter, pszichoterapeuta, egyetemi docens
- Simon-Székely Attila (1959–) szociálpszichológus
- Sinkovics Andrea felnőtt klinikai és mentálhigiéniai szakpszichológus, pszichoterapeuta, pszichoanalitikus
- Sipos Endre (Békéscsaba, 1951. december 15.) festőművész és művésztanár. Tanulmányai: rajz-biológia szak (Eger, Tanárképző Főiskola), filozófia szak (ELTE) Kutatási területe: vizuális esztétikai nevelés, műelemzés, környezetesztétikai nevelés, a képzőművészeti alkotó folyamat lélektana, etikai nevelés, művészetfilozófia, mozgóképkultúra.[1] Lásd még Sipos Endre munkássága, artportal.hu
- S. Nagy Katalin (Nagykanizsa, 1944. október 19.) művészetszociológus, egyetemi tanár. Tanulmányai: magyar-művészettörténet-szociológia szak (ELTE, 1963-1973); PhD szociológiai tudományok (ELTE, 1975); MTA nagydoktor szociológiai tudományok szakágban (DSc, 1983) Munkahely 2005 óta BME Társadalomismeret Intézet. Kutatási területei: kultúra- és művészetszociológia, a mindennapi élet szociológiája, lakásmód, lakáskultúra, vizuális kultúra, vizuális kommunikáció, 20. századi művészettörténet[1] Lásd még S. Nagy Katalin szakmai életrajza, munkássága
- Skultéti-Szabó Katalin klinikai szakpszichológus Debreceni Egyetem Bölcsészettudományi Kar. Budapesti Semmelweis Egyetem Általános Orvostudományi Kar Szakpszichológus Szakképzés. /Országos Pszichiátriai és Neurológiai Intézet, Bajcsy-Zsilinszky Kórház Rendelőintézet Pszichiátriai Osztály, Józsefvárosi Nevelési Tanácsadó/. Jelenleg a Pest Megyei Önkormányzat 1. számú Tanulási Képességet Vizsgáló Szakértői és Rehabilitációs Bizottságának tagja. Elérhető: www.pszichologus1.hu
- Stachó László (1977–) zenepszichológus, -kritikus, fortepianista, orgonaművész
- Szalay Nikolett tanácsadó szakpszichológus, pszichodráma vezető
- Szondy Esztella (1985) pszichológus

## Sz
- Szent-Imrey Tamás (1946) szakpszichológus, c.egyetemi tanár
- Szabó Éva Zsuzsanna (1964)
- Szabó Ildikó (Fehérgyarmat, 1946. május 23.) szociológus, egyetemi tanár (Debreceni Egyetem) Tanulmányai: magyar-orosz és szociológia szak, a szociológia tudományok kandidátusa (MTA, 1988); a szociológia tudományok nagydoktora (DSc, MTA, 2007). Kutatási területe: ifjúság-, magatartás-, kisebbség- oktatásszociológia, valamint a politikai-, állampolgári szocializáció.[1] Lásd még Szabó Ildikó oktatói honlapja
- Szabó József (1882-1929) magyar orvos, ideg- és elmegyógyász, egyetemi tanár
- Szabó Mónika (1972-2020) szociálpszichológus
- Szabó Pál Tivadar (Rákospalota, 1924. december 1.) ny. pszichológus Tanulmányai: GyTF (1952), pedagógia szak (ELTE, 1957), nevelés lélektani szakpszichológus (ELTE, 1992); tud fokozat: egyetemi doktorátus pszichológiából (1964) Munkahelyei közül a gyermek ideggondozó állomásokon, a Fóti Gyermekvárosban dolgozott pszichológusként, maga is szervezett defektológiai állomásokat és nevelési tanácsadókat. Tanulmányai jelentek meg a Magyar Pszichológiai Szemlében és a Pszichológiai Tanulmányok sorozatban.[1]
- Szautner Erika (1962–) klinikai szakpszichológus, jungi analitikus pszichoterapeuta, eriksoni hipnoterapeuta; a Magyar C. G. Jung Analitikus Pszichológiai Egyesület elnöke (2013–); az International Association for Analytical Psychology ( IAAP) Developing Group tagja (2015–)
- Szántó-Féder Ágnes (Budapest, 1937. április 16.) magyar származású francia pszichológus. Kutatási területe: gyermeklélektan, korai mozgásfejlődés.[1]
- Szász Tamás István az „anti-pszichiátria” népszerűsítője
- Szekeres Hanna Flóra (1989) szociálpszichológus, egyetemi adjunktus
- Szeri Zsolt parapszichológus, transzperszonális pszichológus, holisztikus terapeuta.

- Szemán Dénes klinikai és mentálhigiéniai szakpszichológus, tanácsadó szakpszichológus, pszichoterapeuta pszichiátriai konzulens: Eszik János dr.
- Szendi Gábor (1954) programozó matematikus, forgatókönyvíró, dramaturg, író, publicista, pszichológus
- Szendi Mária Dr. (1952) pszichológus, pedagógus, gyermekvédelmi szaktanácsadó

- Szenes Márta (1957)
- Szentmiklóssy Margit (1942) logopédus, klinikai szakpszichológus, terapeuta. Tanulmányai: klinikai szakpszichológus, egyetemi doktori vizsga (ELTE, BTK). Kutatási területe: beszédtechnika, beszéd és hangjavítás, olvasás-írás javítása, a tanulási zavarok korrekciója, személyiségfejlesztés.[1]
- Székely József Iván (1937) orvos, gyógyszerkutató, c. egyetemi tanár (SOTE Élettani Intézet, Gyógyszerkutató Intézet). Kutatási területe: kábítószerek állatkísérletes vizsgálata
- Szél Dávid tanácsadó szakpszichológus, egyetemi oktató (az Apapara című könyv és blog szerzője) [47]
- Szigeti Vera (1984) pszichológus
- Szokolszky Ágnes (1956)
- Szondi Lipót (1893-1986) pszichiáter, pszichoanalitikus, Svájcba emigrált (csonk szócikk van róla a magyar wikiben) Lásd francia, német angol stb. wiki szócikkei, a francia a legrészletesebb.
- Szőke György (1935-2008)
- Szőnyi Gábor pszichiáter, pszichoterapeuta, szociológus, a Magyar Pszichoanalitikus Egyesület kiképző pszichoanalitikusa, a Csoportanalitikus Kiképző Intézet kiképző csoportanalitikusa
- Szőnyi Magda magyar klinikai és pedagógiai szakpszichológus, szupervizor, pszichoterapeuta, a MRSzE kiképző pszichoterapeutája, állandó vezetőségi tag.
- Szücs Szilárd Levente (1968)

## T
- Tamás Katalin (1975–) pszichológus, kommunikációs szakértő.[48]
- Tari Annamária klinikai szakpszichológus, pszichoterapeuta, onkopszichológus, pszichoanalitikus kandidátus
- Tarr-Nagy Mónika pszichológus, pár- és családterapeuta, pánikszakértő
- Tatai Csilla egészségpszichológus, egyetemi tanársegéd, kutató
- Victor Tausk (1879-1919) osztrák-magyar ideggyógyász, pszichológus, pszichoanalitikus
- Telegdi Zsigmond (1909-1994) iranista, elméleti és történeti nyelvész, nyelvpszichológus[49]
- Tettamanti Béla (1884-1959)
- Tímár Andrásné Tapazdi Mária (Sellye, 1930. november 3.) adjunktus JGYTF (1959-1977), főiskolai docens ELTE Tanárképző Kar (1977-1995). Fokozat: egyetemi doktor (pszichológia, ELTE, 1975) . Kutatási terület: pedagógiai pszichológia, fejlődéspszichológia.[1] Lásd még Ki kicsoda[halott link]
- Tisljár Roland pszichológus, oktató, kutató, PhD, SZTE
- Tolnai Valéria pszichiáter, pszichoterapeuta
- Tomori Viola (1911-1998)
- Topál József (1964) biológus és pszichológus, fokozat: PhD 2000 biológiai tudományok, munkahely: MTA Pszichológiai Kutató Intézet, kut. ter.: etológia, kognitív pszichológia, szociális kogníció lásd MTA Pszichológiai Kutatóintézet
- Torda Ágnes (Budapest, 1945. május 30.) logopédus, főiskolai docens (BGGYF) Tanulmányai: gyógypedagógiai tanár, pszichológia szak (ELTE), egyetemi doktorátus Kutatási területe: gyógypedagógiai pszichológia, pedagógiai terápia, pszichoterápia.[1]
- Tóth Béla Zoltán (Szolyva, 1913. október 16.–) ny. főiskolai tanár Tanulmányai: tanítóképző intézeti tanári oklevél (Apponyi Koll.); bölcsészdoktor filozófia-pedagógia (1939); Collegium Hungaricum (Bécs, 1940-41; 1943-44); a pszichológia tudományok kandidátusa (1966); Kutatási terület: gyermekpszichológia, neveléslélektan, olvasáskutatás.[1]
- Tóth Erzsébet Fanni társadalomkutató, pszichológus, egyetemi tanár
- Tóth-Czopyk Zsombor iskolapszichológus, művészetterapeuta, viselkedéselemző
- Tóth László (Debrecen, 1951. június 25.) egyetemi oktató és kutató (Debreceni Egyetem) Tanulmányai: tanítóképző, GyPF, pszichológia szak (1982, KLTE); Tud. fokozatok: bölcsészdoktor pszichológiából (1984), PhD pszichológia tudományok (1996). Kutatási terület: olvasásmegértés, tehetségfejlesztés, tanárképzés pszichológiai tanegységeinek fejlesztése, pszichológiatörténet. (Lásd pl. A pszichológia története a debreceni egyetemen (társszerző) In: A debreceni pszichológusképzés húsz éve (Szerk. Kovács Zoltán) KLTE Pszich. Intézet, Debrecen, 1994.) [1]
- Tregova Anita pszichológus
- Tringer László (1939. április 2. –) magyar orvos.
- Tunyogi Erzsébet (1959?) játékterepauta Tanulmányai: konduktor (Pető Int., 1980); pedagógia szak (JATE, 1987) Kutatási területe: Gyermekrehabilitáció, drámajáték, családterápia.[1] Tunyogi Erzsébet: Művészetek szerepe az érzelmi nevelésben
- Tüdős István (Brassó, 1943–) sportpszichológus

## U
- Unoka Zsolt (1965) osztályvezető pszichiáter, pszichoterapeuta, a pszichiátriai rehabilitáció szakorvosa, kognitív viselkedésterapeuta, sématerapeuta-kiképző, pszichoanalitikus, egyetemi tanár
- Urbán Róbert (1968–)

## V
- Vajda Zsuzsanna (pszichológus) (1949–)
- Váradi Goia János (1946–) romániai magyar ideggyógyász, pszichiáter és pszichológus
- Várfiné Komlósi Annamária (1947. március 17.) pszichológus, egyetemi oktató Tanulmányai: pszichológia szak (ELTE, BTK, 1971), egyetemi bölcsészdoktori (1974), PhD pszichológiai tudományok (ELTE, 2005); Oktatási terület: személyiség- és egészségpszichológia. Kutatásainak tudományága: pszichológiai tudományok.[1]
- Varga Katalin (1962–)
- Vargha András (1949)
- Várkonyi Hildebrand Dezső a szegedi Pszichológiai Intézet első vezetője (1929)
- Vásárhelyi Zsuzsanna (Vasvár, 1942. augusztus 2.) tanszékvezető főiskolai docens (győri Széchenyi István Főiskola) Tanulmányai: pedagógia szak (KLTE, 1969), pszichológia szak (ELTE, 1975) bölcsész doktorátus (ELTE, 1978); Kutatási területei: A műszaki pedagógusképzés oktatástartalmi és módszertani kérdései; az oktatási folyamat korszerűsítésének pszichológiai alapjai; a kooperatív tanulás lehetőségeinek pszichológiai problémái[1] Vásárhelyi Zsuzsanna, szakmai életrajz
- Vaskovics László Árpád (1936–) szlovákiai magyar származású német filozófus, pszichológus, szociológus.
- Vass Zoltán (Budapest, 1970) pszichológus, egyetemi oktató. Tanulmányai: pszichológia szak (ELTE, 1995); PhD (pszichológiatudomány, 2000); habilitáció (pszichológiatudomány, 2012). Munkahely 2000 óta Károli Gáspár Református Egyetem. Kutatási területei: pszichodiagnosztika, pszichometria, rajzelemzés, projektív tesztek, mesterséges intelligencia a pszichodiagnosztikában, képi kifejezéspszichológia. Lásd még Vass Zoltán publikációit
- Vecsernyés Anna (1991) pszichológus
- Veczkó József (1926–2023)
- Veér András (1939-2006) orvos, ideg- és elmegyógyász
- Vékássy László (Budapest, 1939. febr. 8.) pszichológia-gyógypedagógia szakos tanár, a pszichológia tudományok kandidátusa (1974), a neveléstudományok nagydoktora (1986) . A dadogó komplex kezelése c. munkáját angol nyelven is közreadta.[1]
- Vekerdy Tamás (1935–2019)
- Vekszler Jakab (1997-) Iskolapszichológus, Őrbottyán, Sződ
- Veress Albert (1948–) romániai magyar ideggyógyász, pszichiáter
- Vértes O. András (Budapest, 1911. április 26 – 1997. június 26.) az MTA Nyelvtudományi Intézetének munkatársa volt. Tanulmányai: magyar-francia szakos középiskolai tanár. Tud. fokozat: a nyelvtudományok akadémiai nagydoktora. Kutatási területe: Nyelvlélektan, fonetika, a gyógyító pedagógia története.[1]
- Vértes O. József (1881-1953)
- Vida Ágnes (1977–) pszichológus, a kognitív tudományok doktora (2005), Tanulmányai: társadalompszichológia és pedagógia (Fernuniversitat Hagen), pszichológia (MA) Liberty University, klinikai pszichológia (ELTE). Könyvei: Álomba ringató praktikák (2008), Babapszichológia (2011), Anyapszichológia (2014)
- Vida Katalin tanácsadó szakpszichológus, pár- és családterapeuta, EMDR terapeuta
- Vikár György (1926-2003) pszichiáter, pszichoanalitikus, orvos és tudós.
- Vincze Flóra pedagógus, pszichológus, gyermeklélektannal foglalkozott, Vincze László felesége, híres együtt írt könyvük: A gyermeki világkép problémája a gyermeklélektanban (1959), második bőv. kiad 1961.
- Vincze László (Miskolc, 1909. július 2. –) pedagógus, pszichológus, egyetemi tanár[1]
- Vinkler Zsuzsi (1970 – ) tanácsadó szakpszichológus
- Virág Teréz (1930–2000) pszichológus, pszichoanalitikus, a KÚT (Közös Út Találkozó) szakrendelő alapítója
- Dr. Virág Márta (1987 – ) klinikai szakpszichológus
- Vizi Ildikó (1940–) romániai magyar gyógypedagógus, pszichológus
- Völgyesy Pál (Szeged, 1936. július 14.) pedagógus és szakpszichológus, egyetemi tanár (Szent István Egyetem GTK). A pszichológiai tudományok kandidátusa (1973) Kutatási területe: Munkapszichológia, pályaválasztás.[1] Völgyesy Pál kitüntetése a Gazdaság- és Társadalomtudományi Kar Emlékplakettel, 2010. szeptember

## W
- Wéber Cecília (1944–) romániai magyar pszichológus
- Wéber Katalin (1963–) klinikai szakpszichológus
- Winkler István (1958–)
- Wladár Ervin (Budapest, 1928. július 3.) ny. tanár Munkaállomásai voltak: gimnáziumi tanár (Tatabánya, 1951–); szakfelügyelő (Fővárosi Pedagógiai Intézet, 1965–); tantárgyi főosztály-vezetőhelyettes (OPI, 1978–); osztályvezető a társadalomtudományi osztályon (1982–) . Tanulmányai: magyar-latin szakos középiskolai tanári diplomát szerzett (ELTE) . Kutatási területe: neveléselmélet, szociológia, lélektan, történelemdidaktika. Szakfolyóiratokat, szakkönyveket szerkesztett, előadásokat tartott nemzetközi konferenciákon is, írásait magyar, német, angol nyelven publikálta. 1997-ben Apáczai Csere János-díjjal tüntették ki.[1]

## Z
- Zakar András (1947)
- Zalai Béla (1882-1915) filozófus[50]
- Zalka Zsolt pszichiáter, pszichoterapeuta
- Zentai Károly (1909-1997)
- Zörgő Benjamin (1916-1980) romániai magyar pszichológus, lélektani szakíró

## Zs
- Zsakó István (1882-1966) erdélyi magyar ideggyógyász, pszichiáter, orvosi szakíró.
- Zsoldos Márta (Kaposvár, 1950. július 28.) főiskolai docens (BGGYTF Gyógypedagógiai Pszichológiai Intézet) Tanulmányai: GYTF (1972), pszichológia szak (ELTE, 1980), bölcsészdoktor (1984), PhD pszichológiai tudományok (ELTE, 2001). Kutatási területe: Hallássérültek neurogén tanulási zavarai. Kognitív képességfejlesztés – a neurogén tanulási zavarok terápiája.[1]